# Олбън Баркли
Олбън Уилям Баркли (на английски: Alben William Barkley) е американски юрист и политик от Демократическата партия, 35-и вицепрезидент, в периода 20 януари 1949 – 20 януари 1953 г.

## Биография
Роден е на 24 ноември 1877 г. в Уийл, Кентъки, в селско семейство. През 1905 г. е избран за окръжен прокурор, а през 1909 г. – за окръжен съдия в окръг Маккракън. През 1912 г. е избран в американската Камара на представителите, а през 1927 г. – в Сената, където от 1937 г. оглавява групата на Демократическата партия. През 1948 г. е избран за вицепрезидент, заедно с президента Хари Труман, и заема този пост от 1949 до 1953 г. В края на живота си отново е сенатор през 1955 – 1956 г.
Олбън Баркли умира на 30 април 1956 г. в Лексингтън.